# 리 신종
리 신종(베트남어: Lý Thần Tông / 李神宗), 1116년 ~ 1138년 10월 31일(음력 9월 26일))은 베트남 리 왕조의 다섯번째 황제이다. 이름은 리즈엉호안(베트남어: Lý Dương Hoán / 李陽煥 이양환)이다. 절일은 천서절(天瑞節)이다.

## 생애
티엔투언 원년(1128년), 송나라에 사신을 파견하였다. 예안주(乂安州)에서 진랍과 충돌이 발생하자 태부(太傅) 응우옌꽁빈(阮公平)이 진랍을 쳐서 승리한 뒤 돌아왔다. 의모(義母)인 신영부인(宸英夫人)을 태후(太后)로 높였다.
1129년, 부친인 숭현후를 태상황(太上皇)으로, 모친 도씨(杜氏)를 태후로 높여 동인궁(洞仁宮)에 거주하도록 했다.
1130년, 태상황이 죽자 시호를 공황(恭皇)으로 했다.
1131년, 송 고종이 신종을 교지군왕(交阯郡王)으로 봉했다.
1132년 농력(農曆) 8월, 진랍, 참파가 예안주를 공격하자 태위(太尉) 즈엉아인니(楊英珥)가 이를 쳐서 크게 이겼다.
티엔쯔엉바오뜨 4년(1136년) 농력 2월, 예안주에 지진이 일어났고, 강물이 피처럼 변했다. 수개월 후 진랍이 소파릉(蘇破稜)으로 하여금 다시 예안주를 공격하게 하자 태부 응우옌꽁빈이 군사를 이끌고 그와 교전했다.
1138년 농력 9월, 영광전(永光殿)에서 세상을 떠났다. 묘호를 신종(神宗)이라고 하고 천덕부(天德府)에 장사지냈다.

## 존호, 묘호, 시호
존호는 1128년에 받은 순천광운흠명인효황제(베트남어: Thuận Thiên Quảng Vận Khâm Minh Nhân Hiếu Hoàng Đế / 順天廣運欽明仁孝皇帝)이며, 1134년에 다시 고쳐서 순천예무상령감응관인광효황제(베트남어: Thuận Thiên Duệ Vũ Tường Linh Cảm Ứng Khoan Nhân Quảng Hiếu Hoàng Đế / 順天睿武祥靈感應寬仁廣孝皇帝)로 받았다.
묘호는 신종(베트남어: Thần Tông / 神宗)이며, 시호는 광인숭효문무황제(베트남어: Quảng Nhân Sùng Hiếu Văn Vũ Hoàng Đế / 廣仁崇孝文武皇帝)이다.

## 가족 관계

### 부인
- 여천황후(Lệ Thiên hoàng hậu/儷天皇后) 이씨(Lý thị/李氏)
- 영조황태후(Linh Chiếu Hoàng thái hậu/靈照皇太后) 여씨(Lê thị/黎氏) - 후궁시절 별칭은 감성부인(Cảm Thánh Phu nhân/感聖夫人).
- 봉성부인(Phụng Thánh phu nhân/奉聖夫人) 여씨(Lê thị/黎氏)
- 명보부인(Phụng Thánh phu nhân/明寶夫人) 여씨(Lê thị/黎氏)
- 차비(Thứ phi/次妃) 이장영(Lý Chương Anh/李章英)

### 황자
- 명도왕(Minh Đạo vương/明道王) 리티엔록(Lý Thiên Lộc/李天祿/이천록)
- 황태자(Hoàng thái tử/皇太子) 리티엔또(Lý Thiên Tộ/李天祚/이천조) - 영조황태후 소생. 제6대 황제 영종(英宗).
- 3남 이름 미상

### 황녀
- 황녀 이씨(皇女 李氏)
- 서천공주(Thụy Thiên công chúa/瑞天公主)

## 기년
| 신종        | 원년            | 2년        | 3년        | 4년        | 5년        | 6년                      | 7년        | 8년        | 9년        | 10년       | 11년       |
| ----------- | --------------- | ---------- | ---------- | ---------- | ---------- | ------------------------ | ---------- | ---------- | ---------- | ---------- | ---------- |
| 서력 (西曆) | 1128년          | 1129년     | 1130년     | 1131년     | 1132년     | 1133년                   | 1134년     | 1135년     | 1136년     | 1137년     | 1138년     |
| 간지 (干支) | 무신(戊申)      | 기유(己酉) | 경술(庚戌) | 신해(辛亥) | 임자(壬子) | 계축(癸丑)               | 갑인(甲寅) | 을묘(乙卯) | 병진(丙辰) | 정사(丁巳) | 무오(戊午) |
| 연호 (年號) | 천순(天順) 원년 | 2년        | 3년        | 4년        | 5년        | 천창보사 (天彰寶嗣) 원년 | 2년        | 3년        | 4년        | 5년        | 6년        |